# Age of Empires II: The Age of Kings
Age of Empires II: The Age of Kings (thường được viết tắt là AGE2, The Age of Kings, AoE II hoặc AOK) là một trò chơi chiến lược thời gian thực được Ensemble Studios phát triển và phát hành bởi Microsoft. Được phát hành lần đầu tiên vào năm 1999 dành cho các hệ điều hành Windows và Macintosh, nó là trò chơi thứ hai trong loạt trò chơi Age of Empires. Bản mở rộng của nó, The Conquerors được phát hành vào năm 2000. Một phiên bản PlayStation 2 được Konami phát hành vào năm 2001 và một phiên bản phụ trên Nintendo DS, Age of Empires: The Age of Kings, được Backbone Entertainment phát triển năm 2006. Phiên bản cho Dreamcast của Konami đã bị hủy bỏ.
Cốt truyện The Age of Kings xoay quanh thời Trung Cổ và có tất cả 13 nền văn minh. Anh, Đế quốc Đông La Mã, Celtic, Goth, Teuton, Vương quốc Frank, Đế quốc Mông Cổ, Trung Quốc, Nhật Bản, Ba Tư, Saracen, Đế quốc Ottoman và Đế quốc Viking. Người chơi nhằm mục đích khai thác tài nguyên, mà họ sử dụng để xây dựng thị trấn, tạo ra quân đội, và đánh bại kẻ thù của họ. Có 5 chiến dịch dựa trên lịch sử, đưa người chơi vào những điều kiện chuyên môn và câu chuyện hậu thuẫn. Có thêm 3 chế độ chơi đơn trong trò chơi, và phần chơi mạng được hỗ trợ. Mặc dù sử dụng cùng một engine và mã tương tự với trò chơi trước đó (Age of Empires), sự phát triển của The Age of Kings mất một năm dài hơn dự kiến, buộc Ensemble Studios phát hành Age of Empires: The Rise of Rome vào năm 1998 để thay thế. Nhóm thiết kế tập trung vào giải quyết các vấn đề quan trọng trong Age of Empires, nhưng lưu ý rằng khi phát hành, trò chơi vẫn còn một số vấn đề.
The Age of Kings được mọi người tiếp đón tích cực. Trò chơi được nhiều nhà đánh giá chấm điểm cao. Số lượng đáng kể các tính năng mới, cũng như sự cải thiện lối chơi được khen ngợi. Một số nhận xét quan trọng của việc trình bày các đơn vị được xem là nhạt nhẽo và nhàm chán trong khi nhiều người khác cho rằng The Age of Kings quá giống với Age of Empires. Ba tháng sau khi phát hành, 2 triệu bản sao của The Age of Kings đã được vận chuyển. Nó đứng đầu bảng xếp hạng doanh số bán hàng ở 7 quốc gia. Trò chơi đã giành được nhiều giải thưởng và đã có một tác động đáng kể đến các trò chơi cùng thể loại của nó sau này.

## Cách chơi
The Age of Kings tập trung vào xây dựng công trình, thu thập thực phẩm, tài nguyên, tạo quân đội và phá hủy các đơn vị và công trình của đối phương. Người chơi chinh phục thị trấn và đế quốc của đối thủ bằng cách điều khiển một trong 13 nền văn minh trải qua bốn Thời kỳ: Thời kỳ Tăm tối, thời kỳ Phong kiến, thời kỳ Trung cổvà thời kỳ Đế quốc (gợi nhớ đến thời kỳ Phục hưng), là một giai đoạn tương đương với khoảng 1000 năm trong lịch sử. Ở một thời kỳ mới thì người chơi có các đơn vị, công trình và công nghệ mới, nhưng để đạt đến một thời kỳ mới thì họ phải mất một khoản tài nguyên (thường là vàng và lương thực) và phải xây dựng một số công trình, cũng như nghiên cứu một số công nghệ bắt buộc ở thời kỳ hiện tại.
Đơn vị dân sự cơ bản được gọi là "dân làng". Họ có nhiệm vụ thu thập tài nguyên. Khác với AoE chỉ toàn là nam, dân làng ở trò chơi này có thể là nam hay nữ, tuy nhiên giới tính không ảnh hưởng đến khả năng làm việc của họ. Tài nguyên được sử dụng để tạo ra các đơn vị, công trình xây dựng và nghiên cứu công nghệ. Ví dụ, người chơi có thể nghiên cứu loại giáp tốt hơn cho các đơn vị bộ binh. Có bốn loại tài nguyên trong trò chơi: thực phẩm, gỗ, vàng và đá. Thực phẩm thu được bằng cách săn thú, hái quả, nuôi cừu lấy thịt, làm ruộng và đánh bắt cá. Gỗ được khai thác từ rừng. Vàng thu được từ các mỏ vàng, hoạt động thương mại hoặc sinh ra từ các di tích có trong tu viện. Đá được khai thác từ các mỏ đá. Dân làng cần các trạm kiểm soát, các tòa nhà thường dùng để lưu trữ (nhà chính, trại khai thác, cối xay gió, và xưởng gỗ), nơi họ có thể lưu trữ các nguồn tài nguyên tập trung. Trò chơi có những sự nâng cấp để tăng tỷ lệ thu thập các nguồn tài nguyên này. Người chơi có thể xây chợ để trao đổi tài nguyên. Họ có thể dùng gỗ, đá và thức ăn đổi lấy vàng và sử dụng vàng để mua các tài nguyên khác ở chợ. Giá cả thị trường biến động qua mỗi lần giao dịch. Ngoài ra, bến cảng hoặc chợ cũng có thể tạo ra vàng bằng cách sử dụng tàu hay xe thương mại để giao dịch với đồng minh. Khi phương tiện thương mại trở về cảng hoặc chợ của mình, lượng vàng của người chơi sẽ tăng lên. Lượng vàng mà tàu hay xe kinh doanh kiếm được từ mỗi chuyến đi liên quan tới khoảng cách đến cơ sở của đồng minh. Chuyến đi càng xa thì càng kiếm được nhiều vàng. Người chơi cũng có thể giao dịch thương mại với các cảng hay chợ của đối phương. Tuy nhiên phương tiện thương mại của người chơi có thể bị các đơn vị quân đối phương tấn công hoặc phá hủy trên đường giao dịch. Việc giao dịch thương mại được thực hiện tự động, nghĩa là mỗi khi người chơi chọn một cảng hoặc chợ thì các đơn vị kinh doanh sẽ tiến hành giao dịch tại địa điểm đó trong những lần tiếp theo.
Ở đây có sự cải tiến so với phiên bản Age of Empires trước, khi chợ không có vai trò hoạt động thương mại mà chỉ đơn thuần là một công trình có các công nghệ để nâng cấp. Với các bản đồ không có biển, khi một tài nguyên nào đó cạn kiệt (thường là vàng) thì không thể sử dụng các tài nguyên khác để trao đổi.

### Các chiến dịch
Có 5 chiến dịch trong The Age of Kings với kịch bản dựa trên lịch sử như Thành Cát Tư Hãn xâm lược Đông Âu, cuộc Thập tự chinh của Friedrich Barbarossa hoặc Saladin bảo vệ Đất Thánh. Trong các chiến dịch Jeanne d'Arc và William Wallace, người chơi có thể điều khiển một đơn vị là anh hùng cùng tên với chiến dịch. Ở những chiến dịch khác, người chơi nhận mệnh lệnh từ đại diện tinh thần hướng dẫn của chỉ huy của quân đội. Chiến dịch William Wallace là hướng dẫn giúp người mới chơi thành thạo các thao tác cơ bản của trò chơi như di chuyển các đơn vị, thu thập tài nguyên và xây dựng công trình trước khi chuyển sang các chiến dịch khác.
Chế độ chơi bổ sung đều có sẵn cho người chơi trong The Age of Kings. Một chế độ, random map (bản đồ ngẫu nhiên), tạo ra một bản đồ đơn giản, với người chơi bắt đầu ở Dark Age với một Town Center (Nhà chính), 3 dân làng và một đơn vị trinh sát. Người chơi có thể giành chiến thắng bằng quân sự, bằng cách xây dựng một công trình đặc biệt gọi là Wonder (Kỳ quan) và giữ cho nó tồn tại trong một thời gian nhất định hoặc bằng cách kiểm soát tất cả các di tích trên bản đồ trong một khoảng thời gian. Chế độ Deathmatch (Chơi tới cùng) cho phép người chơi bắt đầu trò chơi với số lượng lớn tài nguyên, tạo ra một sự tập trung giành chiến thắng bằng quân sự, trong khi ở chế độ Regicide (Giết vua) mỗi người chơi có một đơn vị là vua và điều kiện chiến thắng là hạ sát được vua của đối phương.

### Những nền văn minh
Người chơi có thể chọn một trong 13 nền văn minh được chia thành bốn phong cách kiến trúc: Tây Âu, Trung Âu, Trung Đông và Đông Á, xác định qua hình dạng bên ngoài của công trình trong trò chơi.
| Nhóm         | Tây Âu               | Trung Âu                 | Trung Đông                                 | Á Đông                            |
| ------------ | -------------------- | ------------------------ | ------------------------------------------ | --------------------------------- |
| Nền văn minh | - Anh - Celt - Frank | - Goth - Teuton - Viking | - Byzantine - Ba Tư - Saracen - Thổ Nhĩ Kỳ | - Trung Quốc - Nhật Bản - Mông Cổ |

Mỗi nền văn minh có điểm mạnh và điểm yếu khác nhau liên quan đến kinh tế, công nghệ, chiến đấu và có một "đơn vị đặc trưng" vô cùng mạnh mẽ và khác nhau. Thêm vào đó, mỗi nền văn minh cung cấp một bổ sung cho nhóm cá nhân vào các nhóm trong trò chơi. Thêm vào đó, mỗi nền văn minh có một bộ âm thanh trong ngôn ngữ mẹ đẻ của họ (trừ người Goth nói tiếng Đức và Byzantine) được thốt ra bởi các đơn vị khi được chọn hoặc điều khiển thực hiện một nhiệm vụ.

### Các đơn vị

Các đơn vị mới trong Age of Empires II: The Age of Kings và bản tiếp theo của nó The Conquerors

Người chơi đều có một số lượng giới hạn của các đơn vị mà họ có thể tạo ra—một giới hạn dân số—nhưng không thể ngay lập tức sử dụng toàn bộ tiềm năng dân số. Khả năng dân số, có thể được giới hạn ở bất cứ điểm nào giữa 75  – 200 dựa trên số lượng công trình đã được xây dựng. The Age of Kings cũng cung cấp hai tính năng quan trọng mới cho quản lý đơn vị: nút dân làng nhàn rỗi giúp người chơi xác định dân làng đang không thực hiện nhiệm vụ nào và chuông thị trấn sẽ gọi tất cả các dân làng vào Town Center hoặc Castle hoặc tháp canh trong trường hợp bị đối phương tấn công; đơn vị đồn trú trong những cộng trình này, đặc biệt là cung thủ, sẽ tăng hỏa lực của công trình (tháp canh bắn nhiều mũi tên hơn với các đơn vị đồn trú bên trong), bao gồm trung tâm thị trấn, vốn không có thể tấn công mà không có một đơn vị đồn trú nào bên trong.
The Age of Kings, như phiên bản AOE trước đó, cũng bao gồm năm loại đơn vị quân đội: bộ binh, cung thủ, kỵ binh, vũ khí công thành và hải quân. Từng loại bộ binh, cung thủ và kỵ binh là "đơn vị phản công" với sự bảo vệ đặc biệt với các loại đơn vị khác. Ba lớp đơn vị của quân đội nói chung theo một mô hình kéo-búa-bao. Ví dụ, bộ binh mạnh khi phá huỷ công trình nhưng yếu hơn khi đối đầu kỵ binh, tuy nhiên những đơn vị bộ binh phản công - lính cầm thương và lính cầm giáo có thêm sát thương khi giao chiến với kỵ binh. Mỗi nền văn minh trong The Age of Kings có một đơn vị đặc biệt độc quyền cho nền văn minh đó. Ví dụ, người Anh có thể có Longbowmen, một đơn vị bắn cung với tầm bắn xa hơn bình thường. Những nền văn minh cụ thể có các đơn vị nói chung là mạnh hơn, nhưng vẫn thực hiện theo mô hình kéo-búa-bao cơ bản. Pháp sư là một đơn vị quân đội đặc biệt có khả năng chuyển đổi các đơn vị của kẻ thù sang nền văn minh của người chơi và chữa thương các đơn vị đồng minh. Pháp sư cũng được sử dụng để thu thập các thánh tích; thánh tích tích lũy vàng tại tu viện của người chơi - nhiều thánh tích mà người chơi chiếm được thì số vàng được tích lũy càng tăng. Thu thập tất cả năm di tích trên bản đồ là một trong những phương pháp mà người chơi có thể giành chiến thắng trong chế độ bản đồ ngẫu nhiên (random map), tùy thuộc vào thiết lập chiến thắng. Khi một người chơi có tất cả năm thánh tích trong tu viện của họ, một mốc giờ đếm ngược sẽ được hiển thị cho tất cả các người chơi. Nếu người chơi đối lập không phá hủy tu viện đang nắm giữ một di tích sau khi mốc thời gian đếm hết, người chơi sở hữu thánh tích sẽ chiến thắng.

### Các công trình
Các công trình trong The Age of King được chia thành hai nhóm khác nhau, công trình kinh tế và công trình quân sự. Các công trình cũng có thể nghiên cứu các công nghệ và nâng cấp làm tăng hiệu quả kinh tế, quân sự, đơn vị, cũng như cung cấp nguồn lực cho người chơi.
Công trình kinh tế quan trọng nhất là Nhà Chính, nơi tạo ra dân làng. Tất cả các loại tài nguyên đều lưu trữ được ở đây. Một số công nghệ được nghiên cứu, và người chơi có thể nâng cấp lên thời kỳ tiếp theo. Nhà chính có thể bắn tên vào các đơn vị đối phương trong một phạm vi nhất định nếu dân làng hoặc cung thủ đồn trú trong khi bị tấn công. Các công trình kinh tế khác có sẵn bao gồm các công trình lưu trữ tài nguyên, trang trại, bến cảng (bến tàu cũng có thể sản xuất một số tàu quân sự) và nhà ở để hỗ trợ giới hạn dân số cao hơn.
Công trình quân sự bao gồm các công trình chẳng hạn như doanh trại, trường bắn cung, chuồng ngựa, và lâu đài cũng như các công trình phòng thủ như tường thành và tháp canh. Công trình quân sự có thể thực hiện các nghiên cứu để cải thiện khả năng của các đơn vị quân sự, tăng sức mạnh, khả năng phòng thủ của họ hoặc các thuộc tính khác. Lâu đài này là một công trình quân sự mà có thể đào tạo một đa dạng rộng các đơn vị, bao gồm cả "đơn vị đặc trưng" của mỗi nền văn minh, và tấn công bằng cách bắn tên vào các đơn vị đối phương trong phạm vi của nó, với các đơn vị đồn trú bên trong (đặc biệt là đơn vị bắn cung) có thể làm tăng số lượng tên được bắn ra. Nó chỉ có thể được xây dựng sau khi người chơi đạt đến Thời kỳ Lâu đài (Castle Age), mặc dù trong một số tùy chọn trò chơi, người chơi có thể bắt đầu với một lâu đài đã được xây dựng sớm nhất là từ thời kỳ Đen tối (Dark Age).
Có 2 công trình phòng thủ chính là tường và tháp canh. Hai loại tường, tường đá và tường gỗ có khả năng chống đỡ yếu hơn, được sử dụng để ngăn chặn sự tấn công đến một khu vực trong khi kèm theo việc cung cấp một đường phòng thủ vững chắc. Cổng có thể được cài đặt trong những bức tường đá để cho phép các đơn vị đồng minh vào một khu vực được bảo vệ. Tháp được trang bị với khả năng bắn tên (tháp canh hoặc sau khi được nâng cấp) và hoặc tháp pháo (bombard tower) vào các đơn vị đối phương và có thể được sử dụng để kết hợp với các bức tường thành trong cơ chế phòng vệ.

### Chơi mạng
The Age of Kings hỗ trợ chơi mạng trên Internet hoặc thông qua một mạng cục bộ (LAN). Tối đa 8 người chơi có thể tham gia vào một ván chơi, với tất cả các chế độ chơi đơn đều có sẵn. MSN Gaming Zone hỗ trợ trò chơi cho đến khi dịch vụ đóng cửa vào ngày 19 tháng 6 năm 2006. Các dịch vụ thay thế GameSpy Arcade và GameRanger được khuyến cáo sử dụng thay cho MSN Gaming Zone.

### Custom Scenario
The Age of Kings giống như các trò chơi sau đó đều có một công cụ biên tập chiến dịch/kịch bản. Không giống như các phần tiếp theo, Age of Empires III, AI tự động có một trí thông minh đầy đủ chức năng để lập trình tối thiểu. Nó cũng có thể cho người dùng tạo ra cho trò chơi một chiến dịch toàn bộ trong cùng một cách như các chiến dịch lịch sử, bao gồm cả video.

## Phát triển
Trước khi hoàn thành Age of Empires, Ensemble Studios đã ký một hợp đồng với Microsoft cho phần tiếp theo. Nhóm thiết kế đã chọn để thiết lập The Age of Kings trong thời Trung Cổ là một sự tiến triển hợp lý từ thiết lập thời cổ đại của Age of Empires. Nhóm thiết kế đã có ý thức cố gắng để nắm bắt sự hấp dẫn rộng rãi của trò chơi đầu tiên mà không làm cho thiết kế của trò chơi quá giống. Tuy nhiên, họ đã cố gắng để thu hút số lượng lớn người chơi Age of Empires.
Nhóm thiết kế của The Age of Kings dự định hoàn thành trò chơi trong vòng một năm bằng cách sử dụng mã từ bản gốc và tái sử dụng engine trò chơi. Một vài tháng vào quá trình nhóm nhận thấy họ sẽ không thể hoàn thành trò chơi với đầy đủ chất lượng trong thời gian đó. Ensemble Studios do đó thông báo cho Microsoft là họ sẽ cần thêm một năm và thay vào đó tạo ra Age of Empires: The Rise of Rome, bản mở rộng dễ dàng phát triển của Age of Empires, như một sự thỏa hiệp choi việc được phát hành cho Giáng sinh năm 1998. Để giúp đáp ứng thời hạn vào năm tới, nhóm huy động thêm nhiều lập trình viên, nghệ sĩ, và nhà thiết kế.
Age of Empires bị chỉ trích vì trí tuệ nhân tạo (AI). Bởi vì nếu AI không "ăn gian"  bằng cách được cấp một nguồn tài nguyên bổ sung hơn người chơi hoặc sử dụng các kỹ thuật khác mà người chơi không có được, nó dễ bị đánh bại hơn nhiều so với phần trí tuệ nhân tạo của nhiều trò chơi chiến lược thời gian thực khác. Đối với The Age of Kings, Ensemble Studios đã cố gắng phát triển một hệ thống AI mạnh hơn mà không bằng cách gian lận. Nhà phát triển kì cựu trong ngành công nghiệp game là Mario Grimani đã dẫn dắt Ensemble Studios trong việc tạo ra hệ thống mới. Ở chế độ tiêu chuẩn, AI không ăn gian. Tuy nhiên, ở các mức độ cao hơn như vừa phải, khó, và khó nhất, AI được cung cấp một lượng tài nguyên tại một số thời điểm khác nhau.
Để khắc phục một nhược điểm đáng kể khác của Age of Empires là tìm kiếm đường đi, nhóm phát triển đã thiết kế lại hoàn toàn hệ thống di chuyển trong engine của trò chơi.
Nhóm phát triển đã ít thành công hơn trong việc giải quyết các vấn đề khác; lập trình viên Matt Pritchard phàn nàn sau khi phát hành Age of Empires là vẫn không có quá trình mà các bản vá lỗi có thể được ban hành. Sự gian lận xảy ra rộng rãi trong phần chơi mạng của Age of Empires là một kết quả của một số lỗi trong các trò chơi, và kết quả là Microsoft hứa hẹn Ensemble Studios sẽ có một quá trình vá lỗi cho The Age of Kings. Trong khi phát hành, có một số lỗi cần chú ý ngay lập tức, nhưng quá trình vá lỗi vẫn chưa sẵn sàng. Các bản vá đầu tiên được phát hành 11 tháng sau đó.
Ensemble Studios đã phát triển một hệ thống địa hình mới cho The Age of Kings, với khả năng thể hiện 3D tốt hơn Age of Empires. Pritchard lưu ý một sự cải thiện trong khả năng nghệ thuật của nhóm làm việc của 2 trò chơi trong quá khứ và ông ghi nhận bằng nói rằng "AOK đã trở thành một giới thiệu cho tài năng cải thiện của họ". Tuy nhiên, ông lại phàn nàn về việc thiếu một công cụ quản lý tài sản nghệ thuật, trong khi các phòng ban khác đã đạt được các công cụ mới và các bước tự động để hỗ trợ trong thiết kế và chơi thử nghiệm.
The Age of Kings chứng kiến sự ra đời của một hệ thống kích hoạt cho trình soạn thảo kịch bản của nó. Hệ thống đã cho phép các tin nhắn được hiển thị, hoặc các hành động đang diễn ra, dựa trên tiêu chí cài đặt trước hoặc "sự kiện". Biên tập kịch bản cũng được cải thiện bởi hệ thống AI mới. Các hệ thống AI và kích hoạt tương tác thường xuyên trong các chiến dịch chơi đơn.
Nhạc nền cho The Age of Kings do Stephen Rippy đạo diễn, người cũng thực hiện công việc này cho tất cả các trò chơi trong loạt Age of Empires. Âm nhạc cho trò chơi được chia thành hai loại. Đối với âm nhạc "trong trò chơi", nhóm nghiên cứu của Rippy lấy yếu tố âm nhạc từ nhiều nền văn hóa và kết hợp chúng để tạo ra một âm thanh hỗn hợp. Âm nhạc "trước khi chơi" được thiết kế đặc trưng cho mỗi nền văn minh. Chiến dịch dựa trên các số liệu lịch sử sẽ bao gồm "một nhà chủ đề ít nhất sẽ được bắt nguồn từ văn hóa [của nhân vật]".
| Các bản nhạc trong Age of Empires II: The Age of Kings |
| --- |
| 1. Shamburger (3:25) 2. I Will Beat On Your Behind (2:58) 3. Drizzle (Firelight Smoove Mix) (2:40) 4. Machina del Diablo (3:00) 5. T Station (3:13) 6. Bass Bag (3:10) 7. Ride, Lawrence, Ride! (2:53) 8. Smells Like Crickets, Tastes Like Chicken (3:01) 9. Operation: Monkey (3:26) 10. Tazer (2:55) |

Một bản demo của The Age of Kings được phát hành vào ngày 16 tháng 10 năm 1999. Nó minh họa chiến dịch hướng dẫn, một mẫu của một trò chơi random map, và khả năng để chơi thông qua MSN Gaming Zone . Tuy nhiên Ensemble Studios đã thất vọng vì nhiều phiên bản không đầy đủ của trò chơi đã bị rò rỉ. Chúng được chọn bởi các trang web warez và bán bất hợp pháp trong suốt Bờ Thái Bình Dương; phiên bản warez của trò chơi thậm chí còn được bán bên ngoài văn phòng của Microsoft tại Hàn Quốc.

## Tiếp nhận và di sản
The Age of Kings nhận được những đánh giá tích cực. Trò chơi được chấm 92 trên 100 điểm, hơn cả GameRankings và Metacritic.
Theo Geoff Richards của Eurogamer, "danh sách các cải tiến và tính năng mới từ phiên bản trước dài hơn một trang". GamePro bình luận tương tự như việc họ tập trung vào "những bổ sung mới vào bản thân thể loại" đã khiến The Age of Kings nổi bật. Những tính năng bao gồm các nút phát hiện những đơn vị nhàn rỗi và chuông thị trấn. Carlos Salgado của GameSpy đánh giá cao các tính năng khác; ông ca ngợi khả năng tạo hồ sơ cá nhân cho người chơi khác nhau và tùy chỉnh các phím nóng. Trong khi đó, IGN đánh giá cao khả năng mới cho đơn vị dân làng-lời nhận xét nói rằng dân làng "bây giờ đóng một vai trò quan trọng không chỉ trong thu thập nguồn tài nguyên, nhưng cũng trong bảo vệ thị trấn và thậm chí cả trong chiến đấu".
Michael L. House của Allgame rất thích việc sử dụng các soundbites trong ngôn ngữ bản địa của nền văn minh, mà ông nói là "rất có ảnh hưởng trong việc phát triển một bầu không khí thời đại-nâng cao". Eurogamer cho biết tính năng này "cung cấp cho [dân làng] một nhân cách, hơn tiêu chuẩn "thừa nhận" grunt của RTS quân sự", đồng thời nói rằng việc sử dụng dân làng nữ cung cấp nhiều loại tốt. Game Revolution nhận xét rằng bằng cách được thiết lập trong một thời đại gần đây của lịch sử nhân loại, The Age of Kings đã có thể "thêm nhân vật một phong cách khác phi cá nhân của lối chơi". Computer and Video Games nói The Age of Kings dùng phần chiến dịch ngắn, tập trung hơn so với người tiền nhiệm của nó, trong khi Game Revolution lưu ý rằng ngay cả trong phần chậm nhất của chiến dịch, các câu chuyện lịch sử đã giúp duy trì sự quan tâm của người chơi. GameSpot nói rằng với màn hình đầy đủ của đơn vị, "you can begin to imagine how their historical equivalents once prospered". trong khi GameSpy nói The Age of Kings trình bày "chủ nghĩa hiện thực hiếm thấy trong thể loại RTS". Nhân viên IGN lập luận rằng trong khi những điểm mạnh và điểm yếu của các nền văn minh khác nhau làm cho trò chơi thực tế hơn, thực tế là chúng vẫn còn chủ yếu là ngăn cản The Age of Kings từ "cung cấp các tác động chiến trường như StarCraft hoặc Tiberian Sun".
House cũng đánh giá cao giao diện trò chơi, như ông nhận xét là "không thể đơn giản hơn", cũng như chức năng lập đội hình và hệ thống tìm kiếm đường đi. Nash Werner của GamePro cho biết rằng các công cụ này là tuyệt vời và chỉ phê bình rằng chúng không được áp dụng vào các đơn vị hải quân. Computer and Video Games cũng đồng ý khi nhấn mạnh rằng "hệ thống điều khiển rất thân thiện và dễ sử dụng". Greg Kasavin của GameSpot đã viết rằng mặc dù phần cải tiến đồ họa của trò chơi, "chẳng có gì khác biệt ở vẻ bên ngoài" và hầu hết các tính năng "sẽ được nhận ra ngay lập tức nếu bạn đã từng chơi một trò chơi chiến lược thời gian thực". PC Zone đồng ý, nhưng nêu lên ở một nghĩa tiêu cực, họ lập luận rằng The Age of Kings "bản chất là một bản cập nhật của một trò chơi hai tuổi đời".
Richards đã rất ngạc nhiên bởi chất lượng đồ họa của The Age of Kings, xem xét tất cả các bitmap  Tuy nhiên, Allgame phàn nàn các đơn vị đôi khi rất khó để phân biệt, một điểm mà rất nhiều nhận xét đã nhất trí về. Các nhận xét cũng nói âm thanh của The Age of Kings là một tiêu cực, nhưng không phải là cái gì đó quan trọng đủ để thu hút người chơi từ chất lượng tổng thể của trò chơi. IGN cũng nói rằng các đoạn cắt cảnh là hơi nhạt nhẽo, nhưng rằng nói chung các đồ họa thêm vào "một số lượng đáng kinh ngạc của chi tiết cho trò chơi thự". Chỉ trích chính về đoạn cắt cảnh là bài phát biểu trong trò chơi được sử dụng trong các chiến dịch; được hỏi một cách hoa mĩ "tại sao họ không thể tìm một người Pháp để làm một giọng Pháp". Alex Constantides của Computer and Video Games đánh giá đồ họa cao, nói rằng một số tòa nhà trong game là "hoành tráng đến mức khiến bạn sẽ cảm thấy áy náy khi phá huỷ chúng". Werner cũng đồng ý;"tiến bộ đồ họa đáng chú ý nhất", ông viết, đã được "the sheer size and scale of things". Game Revolution cho biết: "AOE2 is the best looking of the 2D RTS games out there right now".
Trong tháng 1 năm 2000, 3 tháng sau khi phát hành, Microsoft thông báo rằng họ đã bán được 2.000.000 bản sao của The Age of Kings. Trò chơi cũng đứng đầu bảng xếp hạng ở Hoa Kỳ, Nhật Bản, Anh, Đức, Pháp, Úc và Hàn Quốc Trò chơi chỉ sau 2 năm rưỡi đã vào top 20 danh sách bán hàng. The Age of Kings đứng hàng đầu trong tháng 10 năm 1999 và là trò chơi bán chạy thứ 4 cao nhất vào năm 1999.
The Age of Kings thắng giải Trò chơi chiến lược của năm bởi GameSpot vào năm 1999 và là một ứng cử viên cho Trò chơi của năm GamePower cũng cho nó là Trò chơi Chiến lược của năm, trong khi PC Gamer và Computer Gaming World cho nó giải thưởng Editor's Choice The Age of Kings đã giành được Trò chơi Chiến lược của năm và Trò chơi máy tính của năm tại giải thưởng năm 2000 của Học viện tương tác Nghệ thuật & Khoa học. Nó cũng được đề cử cho Trò chơi của năm, Thành tựu nổi bật trong hoạt hình, Thành tựu nổi bật trong thiết kế game, và Thành tựu nổi bật trong Kỹ thuật Chơi game. IGN xếp hạng The Age of Kings trong 53 trò chơi tốt nhất của mọi thời đại vào năm 2005 và đứng hạng 10 trong các trò chơi máy tính của mọi thời đại vào năm 2007. Người sử dụng của GameFAQs xếp nó thứ 56 trong một cuộc thăm dò của các trò chơi tốt nhất.
The Age of Kings có ảnh hưởng lớn đến thể loại của nó. Star Wars: Galactic Battlegrounds, một trò chơi năm 2001 của LucasArts chia sẻ engine trò chơi của The Age of Kings và bị ảnh hưởng nhiều bởi cơ chế của nó, chia sẻ The Age of Kings. Thiết kế của Empire Earth cũng tương tự The Age of Kings;GameSpot cho biết nó "vay mượn hầu hết các điều khiển đó của trò chơi, tính năng giao diện, và thậm chí một số phím tắt bàn phím của nó". Rick Goodman, bha2 thiết kế của Age of Empires và The Rise of Rome cũng tham gia thiết kế Empire Earth. Scott Osborne của GameSpot đã lập luận rằng cách chơi của Cossacks: European Wars chủ yếu dựa vào The Age of Kings.
Mở rộng cho The Age of Kings, The Conquerors, được phát hành vào năm 2000. Nó giới thiệu nhiều tính năng trò chơi mới, trong đó có 5 nền văn minh mới. Hai trong số này, Aztec và người Maya, đại diện cho Tân thế giới. Cũng như 3 chiến dịch tương tự như trong The Age of Kings, The Conquerors bao gồm một chiến dịch Battles of the Conquerors" mà trong đó có nhiều trận chiến không liên quan chẳng hạn như Agincourt và Hastings. Age of Mythology, phát hành vào năm 2002, tách ra khỏi xu hướng lịch sử và thay vào đó tập trung vào thần thoại Hy Lạp, Ai Cập, và Bắc Âu. Nó chia sẻ nhiều yếu tố về lối chơi với The Age of Kings và được coi là một phiên bản phụ của loạt Age of Empires. Trò chơi lịch sử thứ ba trong loạt Age of Empires, Age of Empires III, được phát hành vào năm 2005. Trò chơi mô tả châu Âu thuộc địa hóa châu Mỹ. Ngoài tính năng mới, home city, thiết kế của trò chơi tương tự như những phiên bản trước đó.